# Arūnas Valinskas
Arūnas Valinskas (ur. 28 listopada 1966 w Łoździejach) – litewski producent programów telewizyjnych i kabareciarz, założyciel i lider Partii Wskrzeszenia Narodowego, przewodniczący Sejmu w latach 2008–2009.

## Życiorys
Studiował prawo na Uniwersytecie Wileńskim, jednak w 1987 został skreślony z listy studentów za zachowanie niezgodnie z duchem radzieckim. Na uczelnię powracał w 1989 i 1991, będąc ponownie usuwanym w 1990, 1992 oraz w 1994. Naukę kontynuował w latach 2000–2002, kończąc ją obroną pracy magisterskiej z dziedziny prawa karnego.
Pracował w telewizji litewskiej LNK, a następnie w TV3. Był producentem, występował w wielu programach satyrycznych i rozrywkowych. W maju 2008 był jednym z założycieli Partii Wskrzeszenia Narodowego, którą powołali przedstawiciele show-biznesu i gwiazdy estrady. Wybrali oni jednocześnie Arūnasa Valinskasa jej przewodniczącym. TPP wystawiła własną listę w wyborach parlamentarnych w tym samym roku, zajmując drugie miejsce z wynikiem 15,09% głosów i otrzymując 16 mandatów, spośród których jeden przypadł jej liderowi.
Na pierwszym posiedzeniu Sejmu nowej kadencji, 17 listopada 2008, w drugim głosowaniu został przewodniczącym parlamentu. 15 września 2009 Sejm, głosami 95 za do 20 przeciw, poparł wniosek o jego odwołanie ze stanowiska przewodniczącego izby. Powodem tej decyzji były podejrzenia o powiązania z organizacją przestępczą działającą w Kownie. Arūnas Valinskas zaprzeczył wszelkim oskarżeniom. Dochodzenie w tej sprawie wszczęła prokuratura, a prezydent Dalia Grybauskaitė już wcześniej wezwała go do dobrowolnej rezygnacji z urzędu. Większość posłów jego ugrupowania stopniowo opuszczała partię, TPP ostatecznie przyłączyła się do Związku Liberałów i Centrum. W 2012 Arūnas Valinskas bez powodzenia ubiegał się z ramienia tego ugrupowania o reelekcję.
Mąż Ingi Valinskienė, ojciec polityka Arūnasa Valinskasa.